# Короткин, Геннадий Алексеевич
Геннадий Алексеевич Короткин (род. 22 октября  1956 года, Городок, Витебская область, Белорусская ССР) — российский военачальник и государственный деятель, генерал-полковник (2003).

## Биография
На службе в Вооружённых Силах СССР с 1974 года. Окончил Казанское высшее танковое командное училище имени Президиума Верховного Совета Татарской АССР (1978). Служил с 1978 года в Южной группе войск — командир взвода, роты танкового полка мотострелковой дивизии. С 1983 по 1987 годы служил в Одесском военном округе — командир роты, начальник штаба — заместитель командира батальона мотострелковой дивизии.
В 1991 году окончил Академию Революционных Вооружённых сил Республики Куба (по обмену). С 1991 года — начальник штаба — заместитель командира и командир отдельного механизированного полка в Забайкальском военном округе. С 1994 года командовал 239-й отдельной учебной бригадой Гражданской обороны в Уральском военном округе.
В 1995 году был переведён в МЧС России и назначен начальником Дальневосточного регионального центра МЧС России. С декабря 2001 по 2004 годы — заместитель Министра Российской Федерации по делам ГО, ЧС и ликвидации последствий стихийных бедствий. С января 2005 года — директор Департамента оперативного управления МЧС России. Окончил Академию государственной службы при Президенте Российской Федерации.
С 2008 года — руководитель «Федерального центра логистики» Росимущества. С 2015 года — председатель Совета директоров АО «ЦАСЭО», с 2016 — президент Национальной ассоциации спасательных и экологических организаций («НАСЭО»).
Академик Международной академии связи, член-корреспондент Российской инженерной Академии Наук.

## Награды
- орден «За военные заслуги»
- орден Почёта
- орден Дружбы
- медали
- Орден Антонио Масео (Куба)
- «Заслуженный спасатель Российской Федерации»
- Благодарность Президента Российской Федерации (2001)[1]
- Почётная грамота Правительства Российской Федерации (2004)[2]